# Rourea macrocalyx
Rourea macrocalyx é uma espécie  de planta com flor pertencente à família Connaraceae.
A autoridade científica da espécie é Carbonó, Forero & L.A. Vidal, tendo sido publicada em Revista Brasileira de Botânica 7(1): 68, 71–72, f. 4. 1984.

## Brasil
Esta espécie  é nativa e endémica do Brasil, podendo ser encontrada na Região Nordeste. Em termos fitogeográficos pode ser encontrada no domínio da Mata Atlântica.
Não ocorrem táxons infra-específicos no Brasil.